# Erika Mahringer
Erika Mahringer (n. 16 noiembrie 1924, Linz, Austria – d. 30 octombrie 2018, Mayrhofen⁠(d), Tirol, Austria) a fost o schioare alpină ce a reprezentat Austria, medaliată olimpică. A participat la 2 ediții ale Jocurilor Olimpice (1948, 1952) în care a câștigat două medalii de bronz.